# Cristina Neaguová
Cristina Georgiana Neaguová (* 26. srpna 1988 Bukurešť) je rumunská házenkářka, která působí na pozici spojky v klubu CSM Bukurešť. Její silnou zbraní je prudká a přesná střelba, při sedmimetrových hodech jí byla naměřena rychlost 103 km/h. V letech 2010, 2015, 2016 a 2018 byla zvolena nejlepší světovou házenkářkou, jako první žena v historii vyhrála tuto anketu čtyřikrát. Je také čestnou občankou města Bukurešť.

## Klubová kariéra
Začínala v CSŞ 5 Bukurešť, pak hrála za Activ Ploješť, s Coronou Brašov postoupila v roce 2008 do finále Poháru vítězů pohárů. Po přestupu do CS Oltchim Râmnicu Vâlcea získala v letech 2010 až 2013 čtyři rumunské tituly v řadě a hrála finále Ligy mistryň. V roce 2013 odešla do ŽRK Budućnost Podgorica, s nímž se stala čtyřikrát mistryní Černé Hory a v roce 2015 vyhrála Ligu mistryň, byla také nejlepší střelkyní soutěže. Od roku 2017 hraje opět v Rumunsku.

## Reprezentační kariéra
S rumunskou reprezentací vyhrála turnaj GF World Cup v Dánsku v letech 2009 a 2010 a byla vyhlášena jeho nejužitečnější hráčkou. Získala bronzovou medaili na mistrovství Evropy v házené žen 2010 i na mistrovství světa v házené žen 2015, na obou turnajích se stala nejlepší střelkyní a byla vybrána do all-star týmu. Startovala také na olympijských hrách 2016, kde Rumunky skončily na 9. místě.